# Juliane von Hessen-Philippsthal

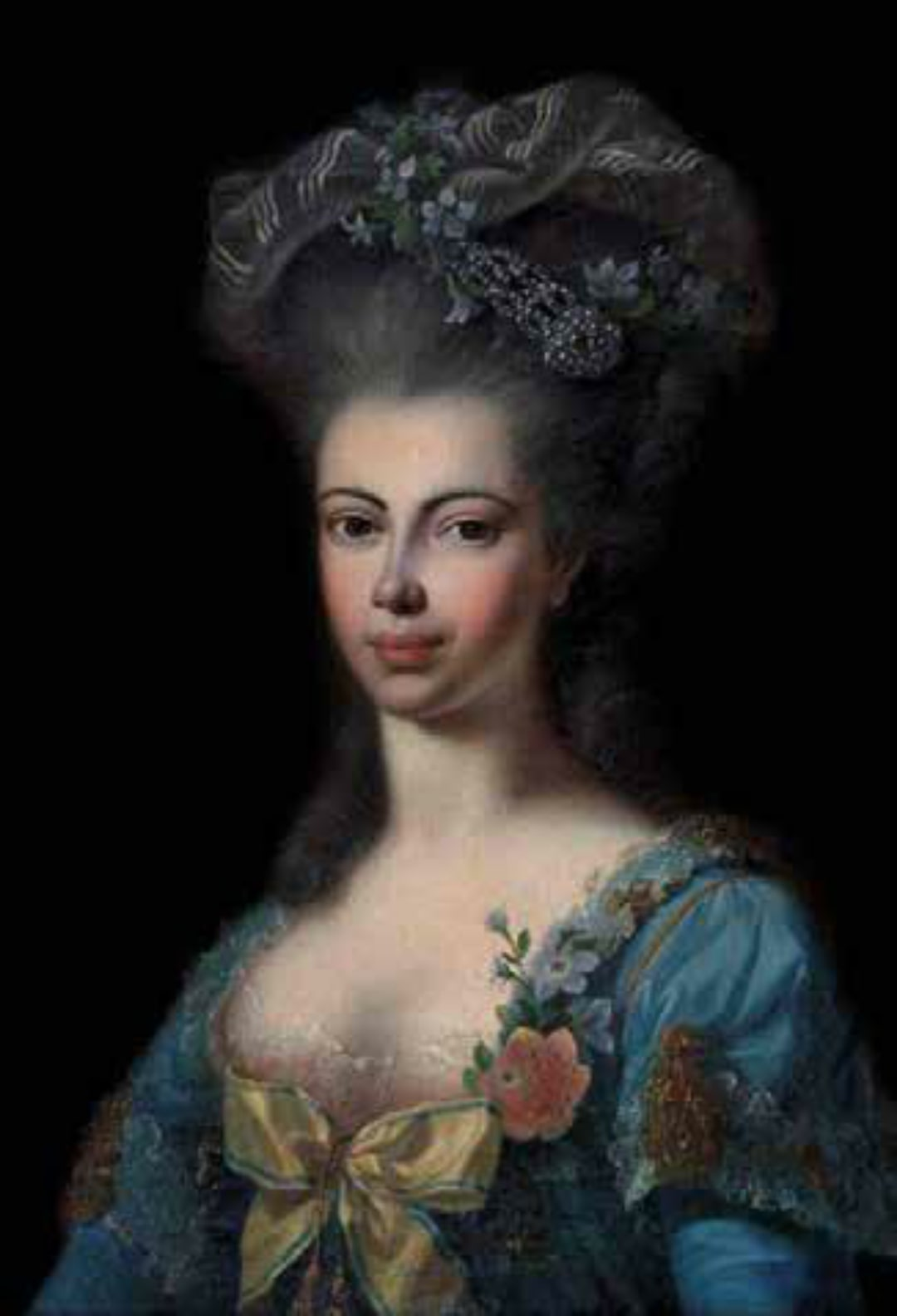
Juliane von Hessen-Philippsthal, Gräfin von Schaumburg-Lippe

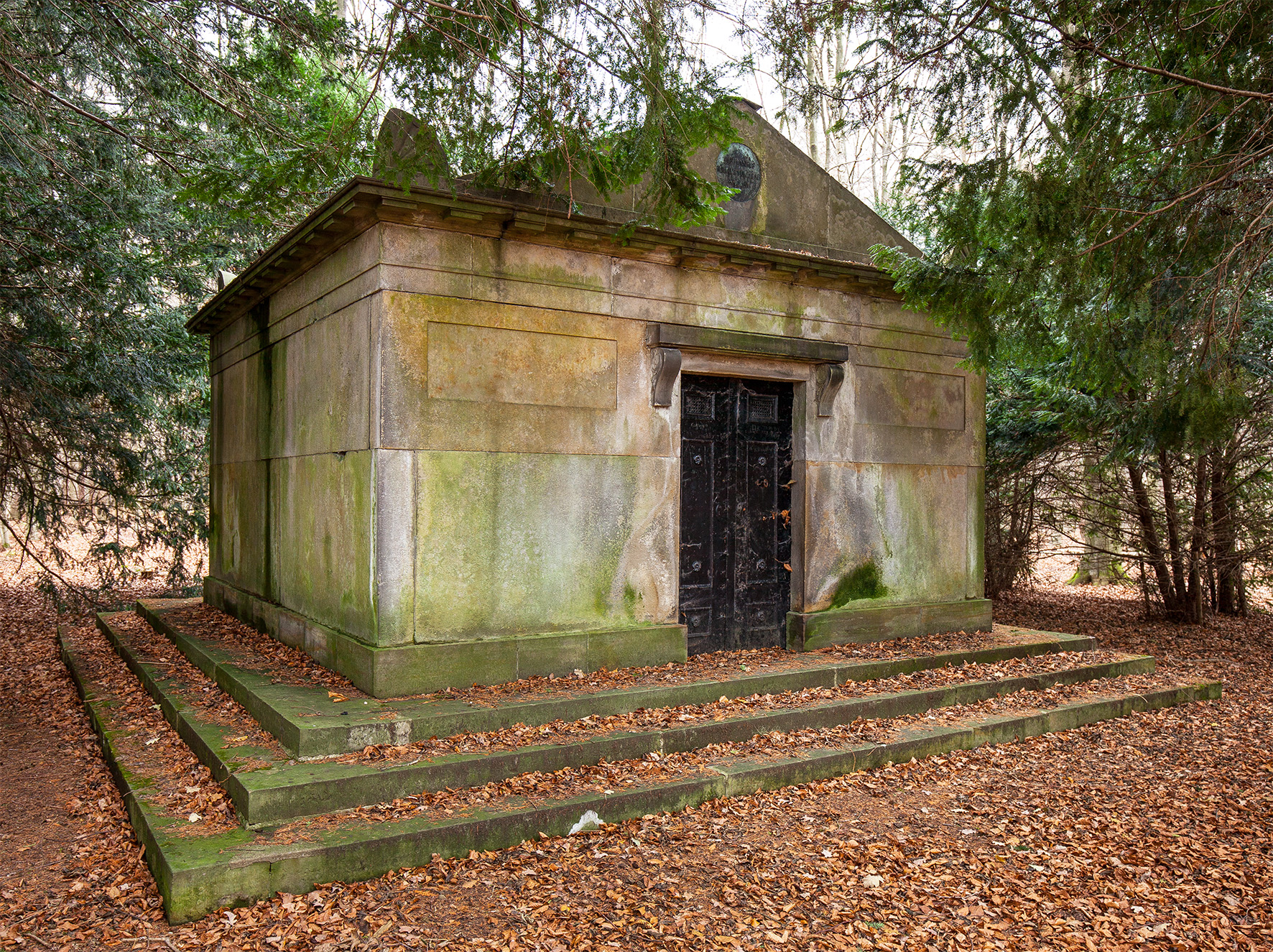
Mausoleum von Gräfin Juliane im Schaumburger Wald

Landgräfin Juliane Wilhelmine Luise von Hessen-Philippsthal (* 8. Juni 1761 in Zütphen; † 9. November 1799 in Bückeburg) aus dem Haus Hessen war von 1787 bis 1799 Regentin von Schaumburg-Lippe.

## Leben
Juliane war eine Tochter des Landgrafen Wilhelm von Hessen-Philippsthal (1726–1810) und dessen Gemahlin Landgräfin Ulrike Eleonore von Hessen-Philippsthal-Barchfeld (1732–1795). Teilweise in Herzogenbusch aufgewachsen, wo ihr Vater als holländischer General diente, erhielt sie eine deutsche Erziehung.
Am 10. Oktober 1780 heiratete sie in Philippsthal den Grafen Philipp II. Ernst von Schaumburg-Lippe. Philipp Ernst, zum Zeitpunkt der Eheschließung 57 Jahre alt und Witwer, starb nach sieben Jahren Ehe. Juliane übernahm gemeinsam mit Graf Johann Ludwig von Wallmoden-Gimborn die Regentschaft für ihren unmündigen Sohn Georg Wilhelm. Unmittelbar danach ließ Landgraf Wilhelm von Hessen-Kassel Schaumburg-Lippe als heimgefallenes Lehen militärisch besetzen. Juliane erreichte durch Einschalten des Reichshofrates und Unterstützung aus Hannover und Preußen den schnellen Abzug der Truppen Wilhelms.
Die Regierung von Juliane gilt als außerordentlich segensreich. Sie führte tiefgreifende Reformen in Wirtschaft und Schulwesen durch, schränkte die Hofhaltung ein, führte die tolerante Judenpolitik ihres Schwiegervaters fort und konnte Steuerkürzungen durchsetzen. Weiterhin beschleunigte sie die Gerichtsprozesse durch eine neue Prozessordnung und verkürzte die Militärdienstzeit der Untertanen auf sechs Jahre. Sie berief Bernhard Christoph Faust zum Leibarzt und unterstützte ihn maßgeblich bei der Einführung der Pockenschutzimpfung.
Juliane ließ Schloss Hagenburg neu gestalten und gilt als Gründerin des Kurbades Eilsen. Ihren Fürstentitel konnte sie aufgrund ihrer Geburt in einem landgräflichen Haus beanspruchen, erst ihr Sohn Georg Wilhelm erwarb den Fürstentitel für das Haus Schaumburg-Lippe.
Sie starb nach einer schweren Erkältung und wurde in einem Mausoleum im Schaumburger Wald bestattet. Die vormundschaftliche Regierung für ihren Sohn führte Graf Wallmoden-Gimborn fort.
Ihr Nachlass befindet sich als Teil des Schaumburg-Lippischen Hausarchivs im Staatsarchiv Bückeburg.

## Nachkommen
Mit Philipp II. Ernst hatte sie vier Kinder:
- Eleonore Luise (1781–1783)
- Wilhelmine Charlotte (1783–1858) ⚭ 1814 Graf Ernst Friedrich zu Münster-Ledenburg (1766–1839)
- Georg Wilhelm (1784–1860) ⚭ 1816 Prinzessin Ida Karoline Luise zu Waldeck und Pyrmont (1796–1869)
- Karoline Luise (1786–1846)

Aus ihrer Beziehung als Witwe mit dem Kammerherrn und Hofmarschall Freiherr Clemens August von Kaas hatte sie eine Tochter und zwei Söhne:
- Clemens Anton (1791–1836), Freiherr von Althaus
- August Heinrich Jakob (1790 – ?) Freiherr von Althaus
- Tochter (1788 – verstarb kurz nach der Geburt)